# Xã Rutland, Quận Lake, Nam Dakota
Xã Rutland (tiếng Anh: Rutland Township) là một xã thuộc quận Lake, tiểu bang Nam Dakota, Hoa Kỳ. Năm 2010, dân số của xã này là 182 người.